# 千波丈太郎
千波 丈太郎（せんば じょうたろう、1937年3月25日  - ）は、日本の俳優。本名：小野 貞夫。
大阪府出身。清風高等学校、拓殖大学 政経学部経済学科卒業。日活、大映を経て、田中プロモーションに所属していた。
身長170cm。

## 来歴・人物
大学を卒業した後、オーディションを経て1959年に第7期ニューフェースとして新東宝に入社し、1960年に映画『大虐殺』でデビュー。同年、日活に移籍して“鹿島貞夫”名義で数本の映画に出演した後、1962年に大映と専属契約を結ぶ。悪役俳優として頭角を現し、粗暴なヤクザからニヒルな殺し屋までの数々を演じたことから、大映作品に欠かせない顔となる。
大映倒産後の1970年代からはテレビに活路を見出し、東映を中心に各社のアクションドラマにも多数出演。演じたキャラクターでは『仮面ライダーV3』の敵幹部・ドクトルGが特に知られるが、この役は子供番組への出演経験がなかったことから、依頼を受けたという。「仮面ラ〜イダV3」という独自の言い回しは、より印象に残る演技をするため、歌舞伎の見得切りを参考に考え出したものだという。そのほか、ドクトルGの容姿についても初期稿にあった眼鏡や細長い髭の形が千波の意向で改められており、彼の役作りが深く反映されたキャラクターになった。その甲斐あってか、当時の悪役としては珍しく単独のサイン会も開かれるほどの人気を博したという。サソリをモチーフにしたドクトルGが蟹の怪人であるカニレーザーに変身することは千波も疑問に感じた。
演劇プロデュース集団の千波プロ企画を主宰し、自らも舞台に立つ一方で後進の育成に尽力しており、仮面ライダーシリーズへのオマージュ的な芝居からいじめ問題をテーマにした作品まで、さまざまな創作演劇の上演に取り組んでいる（仮面ライダー2号 / 一文字隼人を演じた佐々木剛も、千波プロ上演作品の常連である）。
俳優になる以前は武道家を志していた ため、柔道三段、剣道三段、合気道四段、空手二段という猛者でもある。

## 出演

### 映画
- 大虐殺（1960年、新東宝） - 憲兵
- 女奴隷船（1960年、新東宝） - 海賊の乾分
- 黄線地帯 イエローライン（1960年、新東宝） - 黒ソフトの男
- 拳銃無頼帖 不敵に笑う男（1960年、日活） - 源
- 幌馬車は行く（1960年、日活） - サブ
- 三つの竜の刺青（1961年、日活） - 和田
- 赤い荒野（1961年、日活） - 子分
- 追跡（1961年、日活） - 刑事
- 俺は地獄へ行く（1961年、日活） - 鄭の部下
- さすらい（1962年、日活） - ケン
- やくざの勲章（1962年、大映） - 島津
- 黒の札束（1963年、大映） - 刑事
- ぐれん隊純情派（1963年、大映） - 豊
- 巨人 大隈重信（1963年、大映） - 犬養毅
- 黒の駐車場（1963年、大映） - 立花
- 暗黒街NO.1（1963年、大映） - 助川
- 「女の小箱」より 夫が見た（1964年、大映） - 吉野元男
- 座頭市関所破り（1964年、大映） - 新助
- 犯罪教室（1964年、大映） - 林田健
- 喧嘩犬（1964年、大映） - 西田
- 鼠小僧次郎吉（1965年、大映） - マムシの清次
- 悪名幟（1965年、大映） - 直治郎
- 若親分出獄（1965年、大映） - 鈴木源吉
- 悪名無敵（1965年、大映） - 常公
- ザ・ガードマン 東京用心棒（1965年、大映） - ジョージ
- 続・鉄砲犬（1966年、大映） - 三好銀次郎
- 忍びの者 新・霧隠才蔵（1966年、大映） - 鴉佐源太
- 座頭市海を渡る（1966年、大映） - 暴力スリ
- 酔いどれ博士（1966年、大映） - 三次
- 赤い天使（1966年、大映） - 坂本一等兵
- 兵隊やくざ 大脱走（1966年、大映） - 野辺地軍曹
- 出獄の盃（1966年、大映） - 弥八
- 若親分を消せ（1967年、大映）
- ある殺し屋（1967年、大映） - 健次
- 陸軍中野学校 密命（1967年、大映） - 小柳
- 悪魔からの勲章（1967年、大映） - 短躯の男
- 女賭場荒し（1967年、大映）
- 三匹の女賭博師（1967年、大映） - 阿久津
- 座頭市血煙り街道（1967年、大映） - 長吉
- 秘録おんな牢（1968年、大映） - 猪之吉
- 喜劇 泥棒学校（1968年、大映） - 中田
- 女賭博師鉄火場破り（1968年、大映） - 外山一次
- 女賭博師 尼寺開帳（1968年、大映） - 久保田
- 座頭市果し状（1968年、大映） - 己之吉
- 兵隊やくざ 強奪（1968年、大映） - 田辺上等兵
- 関東おんな極道（1969年、大映） - 八雲辰平
- ダンプ・ヒップ・バンプ くたばれ野郎ども（1969年、大映） - 犬神鉄三
- あゝ海軍（1969年、大映） - 右翼の男
- 博徒一家（1970年、東映） - 水島
- 花と龍 青雲篇 愛憎篇 怒濤篇（1973年、松竹） - 馬場
- 仮面ライダーV3対デストロン怪人（1973年、東映） - ドクトルG
- LEMI レミ（1988年、MAT） - ノア将軍
- 唐獅子姐御（1994年） - 鯉城組三代目組長 原田慎一郎
- 斬り込み（1995年、イメージファクトリー・アイエム） - 北沢富造
- 渡世無頼（1995年、シネマパラダイス） - 叶清三郎
- MUSASHI 外伝 ヤングムサシの秘密に迫る（1996年、イーハーフィルムズ） - 別所玄意
- 狼の眼（1997年、タキコーポレーション） - 内藤廣一郎
- 新 男樹（2000年、ミュージアム） - 小津健三
- FAKE FACE（2014年、Eja9＝カプリコーンフィルム） - 猪口正二郎

　など

### テレビドラマ
- ザ・ガードマン（TBS）
  - 第100話「氷の海から来た女」・第101話「北海の大金塊」（1967年）
  - 第186話「奥様は泥棒稼業」（1968年）
  - 第189話「現金輸送車奇襲作戦」（1968年）
  - 第193話「葬式強盗団」（1968年）
  - 第209話「現金輸送車大追跡作戦」（1969年）
- 東京バイパス指令 第58話「贋札稼業」（1969年、NTV）
- 特別機動捜査隊（NET）
  - 第423話「石狩の女」（1969年） - 馬場
  - 第438話「汚れたウエディング・ドレス」（1970年）
  - 第514話「三船刑事を殺せ」（1971年）
- 五番目の刑事 第19話「夜霧よ、私にキスして」（1970年、NET / 東映） - 山形
- ゴールドアイ 第1話「闇を裂く男たち」（1970年、NTV）
- 江戸川乱歩シリーズ 明智小五郎 第20話「恐怖の毒蜘蛛」（1970年、12ch）
- 打ち込め! 青春（1971年、NET）
- 大忠臣蔵 第21話「女間者」 - 第51話「討入り」（1971年、NET） - 丸木七之助
- プレイガールシリーズ（12ch）
  - プレイガール
    - 第112話「妻は過去に何をしていた?」（1971年） - 唐木
    - 第141話「男殺し 裸のハンター」（1971年） - 折り鶴の鉄次
    - 第169話「欺す女にだまされて」（1972年） - 小杉銀次

  - プレイガールQ　(1975年) 
    - 第20話「モデル売春殺人事件」 - 富岡
    - 第45話「風に逆らうメス狼」 - 窪川
- キイハンター（TBS）
  - 第188話「スリル万点! ズッコケ大航海」（1971年） - 崎山
  - 第202話「サイコロGメン 御用旅」（1972年） - 三吉
  - 第207話「黒猫と死者との結婚式」（1972年） - 小室
  - 第219話「サイコロGメン 冥土の子連れ作戦」（1972年） - 矢野
  - 第234話「頑張れ! 小さなカウボーイ 死の谷の決斗」（1972年） - 栗林
  - 第250話「サイコロGメン 生首千両箱」（1973年）
- 荒野の素浪人（NET）
  - 第1シリーズ（1972年）
    - 第13話「無残 愛と死の峠」 - 高垣伊十郎
    - 第37話「爆砕 火薬樽の丘」

  - 第2シリーズ（1974年）
    - 第1話「風塵の剣」 - 土方一心
    - 第32話「五連発の女」
- 太陽にほえろ!（NTV）
  - 第22話「刑事の娘」（1972年） - 須貝
  - 第525話「石塚刑事殉職」（1982年） - 栗田（戸川組幹部）
  - 第683話「獲物は狩人を誘う」（1986年） - 平川良一
- 仮面ライダーV3 第13話「恐怖の大幹部ドクトル・ゲー!?」 - 第30話「ドクトル・ゲー! 悪魔の正体は?」（1973年、MBS） - ドクトルG
- アイフル大作戦 第19話「東京-網走 同棲時代コンテスト」（1973年、TBS） - 一億円ギャング
- 無宿侍 第13話「ふたり幻之介」（1973年、CX） - 進藤平馬
- 唖侍鬼一法眼 第8話「濁流の美女狩り」（1973年、NTV） - 子之次
- 狼・無頼控 第12話「大江戸の鷹」（1973年、MBS）
- 刑事くん（TBS）
  - 第2部 第29話「明日のチャンピオンは君だ!!」（1973年） - 川口
  - 第3部 第9話「栄光を君のものに」（1975年）
- 大江戸捜査網（12ch→TX）
  - 第113話「裏切り者の子守唄」（1973年） - 黒駒の源造
  - 第148話「命を賭けた舞い扇」（1974年） - 西海屋の用心棒
  - 第174話「命の鍵をあけろ!」（1975年） - 冬木帯刀
  - 第192話「必殺! 忍者群団」（1975年） - 赤塚
  - 第199話「傷だらけの復讐」（1975年） - 村山外記
  - 第299話「牢破り! 命の絶唱」（1977年） - 今井石道
  - 新 大江戸捜査網 第1話「激闘! 御成敗書が闇に舞う」（1984年） - 仙造
- 隠密剣士 突っ走れ! 第1話「炎を破る信太郎」（1973年、TBS） - 闇の行者
- 科学捜査官 第13話「顔が二つある女」（1973年、KTV） - 新田
- 狼・無頼控 第12話「大江戸の鷹」（1973年、NET） - 風間栄之進
- 水滸伝 第21話「巨星・荒野に墜つ」・第22話「壮絶! 救出大作戦」（1974年、NTV） - 曹塗
- バーディー大作戦（TBS）
  - 第2話「現金輸送車大追跡!」（1974年）
  - 第39話「連続殺人! 女の事件簿」（1975年） - 有吉
- ザ・ボディガード（1974年、NET）
  - 第18話「吠えろ! 北海の女ドラゴン」
  - 第23話「対決・死闘拳」 - 具志堅
- 右門捕物帖 第26話「人質」（1974年、NET） - 清兵衛（相模屋番頭）
- 破れ傘刀舟悪人狩り（NET）
  - 第3話「八州狼狩り」（1974年） - 平賀仙十郎
  - 第28話「悪の花が飛んだ」（1975年） - 相川源十郎
  - 第47話「噂の大地震」（1975年） - 風早
- 座頭市物語 第8話「忘れじの花」（1974年、CX） - 伊助
- 非情のライセンス 第2シリーズ 第36話「兇悪のふれあい」（1975年、NET） - 足立
- 長崎犯科帳 第16話「帰って来た男」（1975年、NET） - 藤次
- ザ★ゴリラ7 第26話「ゴリラ破産宣告大戦争」（1975年、NET）
- 新宿警察 第18話「お茶汲み刑事」（1976年、CX） - 志田
- 人魚亭異聞 無法街の素浪人 第11話「氷菓子を富士山で」（1976年、NET） - 鉄心
- 破れ奉行（1977年、NET）
  - 第12話「悲愁! 八千両の鈴」 - 松田軍八
  - 第33話「深川奉行危機一髪!」 - 弥助
  - 第39話「さらば! 深川奉行」
- 江戸の鷹 御用部屋犯科帖 第24話「絶唱! 大空に舞う黒髪」（1978年、ANB） - 沼田
- 破れ新九郎（ANB）
  - 第8話「天保大地震」（1978年） - 津川
  - 第22話「曲芸女大夫騒動記」（1979年） - 喜八
- 赤穂浪士（1979年、ANB） - 渋江伝蔵
- 特捜最前線（1981年、ANB）
  - 第196話「蜜甘とマグロと白い粉!」 - 菊田
  - 第230話「ストリップスキャンダル!」 - 黒門田組幹部
- 気になる天使たち 第4話「初恋ぞろぞろ」（1981年、CX）
- 峠の群像（1982年、NHK） - 富森助右衛門
- 西部警察シリーズ（ANB）
  - 西部警察 第114話「FBI・指名手配!」（1982年） - 中光貿易社長
  - 西部警察 PART-III
    - 第23話「走る炎!! 酒田大追跡 -山形篇-」（1983年） - 前川良治
    - 第51話「ターゲット・X! -鳩村刑事絶体絶命!-」（1984年） - 陳龍全
- 斬り捨て御免! 第3シリーズ 第1話「熱き口づけは死を誘う」（1982年、TX） - 黒木伊蔵
- 眠狂四郎円月殺法 第13話「いのち花わかれ盃情炎剣 -袋井の巻-」（1983年、TX） - 鮫島
- 必殺シリーズ（ABC）
  - 必殺渡し人 第11話「浮世絵の舞台で渡します」（1983年） - 大野
  - 必殺仕事人IV 第34話「主水失神する」（1984年） - 荒岩金五郎
  - 必殺仕事人V 第16話「主水、入院する」（1985年） - 五郎左
  - 必殺橋掛人 第10話「日本橋の地獄火を探ります」（1985年） - 五兵衛
  - 必殺仕事人V・激闘編 第11話「加代、何でも屋婆さんに驚く」（1986年） - 中村左門
  - 必殺仕事人・激突! 第14話「主水一家のバブル」（1992年） - 榊原采女
- 水戸黄門（TBS）
  - 第14部 第16話「女傑に惚れた御老公 -新庄-」（1984年2月13日） - 仙波弥十郎
  - 第38部 第4話「人形一座に春が来た -淡路-」（2008年1月28日） - 城代家老・大谷主水
- 流れ星佐吉 第5話「初恋が呼んだ大怒り」（1984年、KTV）
- 啜り泣く石（1984年、TBS）- 腰本
- 暴れ九庵 第14話「男を燃やす火消しの女」（1985年、KTV）
- 特命刑事ザ・コップ 第13話「マリア! なぜ死んだ!!」（1985年、ABC）
- 月曜ドラマランド / スケバン保母さん ツッパリ風雲録（1987年、CX）
- 現代恐怖サスペンス / 消えた死体 美しき罠 真夏の夜の夢殺人（1987年、KTV）
- おんなは一生懸命 第十一回（1987年、TBS） - 鬼頭
- ドラマ23 / OL博徒（1988年、TBS）
- 月曜・女のサスペンス / 信玄伝説殺人事件（1988年、TX）
- 直木賞作家サスペンス / 隅田川セレナーデ（1990年、KTV）
- 時代劇スペシャル / 銭形平次（1990年、CX） - 笹野
- 女無宿人 半身のお紺 第6話「天罰でしょう」（1991年、TX） - 鬼安
- 華の誓い （1991年、CX） - 水沢茂
- 刑事貴族2 第18話「愛に賭ける」（1991年、NTV）
- 世にも奇妙な物語 第2シリーズ「あやしい鏡」（1991年、CX） - 伊田
- 鬼平犯科帳 第3シリーズ 第8話「妙義の團右衛門」（1992年、CX） - 沼田大七
- ずっとあなたが好きだった 第8話「性生活の不一致」、第9話「悪夢の妊娠」（1992年、TBS） - 尾藤脩
- 月曜ドラマスペシャル→月曜ミステリー劇場（TBS）
  - 夏樹静子サスペンス 美人秘書の秘密 （1992年） - 香月洋太郎
  - ブライダルコーディネーターの事件簿 第2作「名古屋嫁とり殺人事件」（1998年） - 伊達拓磨
  - 山村美紗サスペンス 名探偵キャサリン 第6作「ブラックオパール殺人事件」（1998年） - 藤堂道成
  - 外科医零子 第1作「ハートの記憶」（2001年） - 中里光臨
  - 十津川警部シリーズ 第28作「陸中海岸殺意の旅」（2003年） - 白石良平
- 金曜エンタテイメント / 女弁護士水島由里子の危険な事件ファイル 第3作「敵だらけの依頼人」（1999年、CX） - 瀬川
- 銭形平次 第2シリーズ 第15話「封印の罠」（1992年、CX） - 堀井主膳
- 姫将軍大あばれ（TX）
  - 第2話「花嫁御寮の赤鬼退治」（1995年） - 設楽典膳
  - 第26話「壮絶! お蝶死す!!」（1996年） - 宇田神道斎
- 土曜ワイド劇場 / 元祖! 混浴露天風呂連続殺人事件（1999年、ABC）
- 倒産回避請負人 裁きの銀 特別編（2002年、MBS）
- 水曜ミステリー9 / 刑事吉永誠一 涙の事件簿 第6作「五億円の黒い白髪」（2007年、TX） - 榊辰彦

　など

### オリジナルビデオ
- OL博徒 緋牡丹のお龍2（1994年、SHSプロジェクト）
- 世紀末博狼伝サガ 麻雀裏地獄（1998年、ケイエスエス）
- 真・雀鬼8 確立五万分の一の死闘（2001年、竹書房）
- M:M-7 ミッション・ミス・セブン（2002年、徳間ジャパン）※特別出演

　など

### 舞台
- 千波プロ企画・プロデュース公演 銀座ロマンPARII「柳青める日」（2005年3月） - 原案
- 劇集団鴉組第13公演「侠客」二幕（2006年5月） - 森山徳次郎 役
- 博品館劇場公演「銀座ACBへようこそ」（2009年3月）
- 終戦65周年 平和祈念特別公演「永遠の一秒」（2010年9月）

### その他
- マジカル頭脳パワー!! / マジカルミステリー劇場 「カムバックに賭けた男」（1991年、NTV） - 芳村国明

## ディスコグラフィー
- やくざ街0番地（ミノルフォンレコード） ※デビュー曲
- 孤独と星のブルース（ミノルフォンレコード）
- 男涙のブルース（大映レコード）
- 悪が素敵に笑ってる（大映レコード）
- 番傘子守唄（ビクターマリオン）
- 愛の追跡（エンドレスレコード）
- 懺悔（キングレコード）
- とまり木の唄（キングレコード） ※芸能生活30周年記念曲